# Sedum sediforme
Sedum sediforme, synoniem Sempervivum sediforme, is een overblijvende soort plant in de vetplantenfamilie (Crassulaceae).

## Taxonomy
Subspecies:
- sedum sediforme ssp sediforme
- sedum sediforme ssp dianum[3]

De plant wordt beschouwd als de ouder van de hybride Crassulaceae Sedum × henkii
Gekweekte varianties:
- Sedum sediforme "Lemon Ball"[4]

## Beschrijving
De plant wordt 20-40 cm hoog. De wortel diepte bedraagt tot 28 cm. De rechtopstijgende stengels hebben vleesachtige bladeren die tegen de stengel aanliggen. De stengel wordt aan de voet houtachtig. De bladeren zijn 10-20 mm lang.
De 8-15 mm grote bloemen hebben 5-8 groenwitte of bleekgele kroonbladen. De bloemen staan aanvankelijk in een ronde cluster, die zich geleidelijk ontvouwt in bloemdragende stengels die eerst omhoog en later omlaag wijzen. De bloemen dragen 10-16 meeldraden. De bloeitijd is april - juli.

## Verspreiding
Deze soort is inheems in het Mediterrane gebied. Hiernaast is ze geïmporteerd en verwilderd in ZO Australië, Nieuw-Zeeland en de westkust van de V.S..
Ze komt voor op rotsige plaatsen, kliffen, muren, zowel langs de kust als landinwaarts.